# Kukovetz Anna
Kukovetz Anna (Nana) (Szeged, 1885. szeptember 29. – Szatymaz, 1919. augusztus 5.) festő.

## Élete
Tanulmányai egy részét Nagybányán folytatta, 1902-ben, Ferenczy Károly és Réti István mellett. Kisebb kihagyás után 1906-ban a művésztelepen dolgozhatott, miután elnyerte Szeged város ösztöndíját. Párizsban, rövid ideig az Académie de la Grande Chaumière művészeti magániskola növendéke volt (1908). 1913-ban Olaszországban is járt. Szegedre csak 1918-ban tért vissza, miután kiszabadult a fogolytáborból, ahová az első világháború alatt került. Szegeden részt vett a Magyarországi Tanácsköztársaság munkájában, de a direktórium kimenekülésével ő is kiköltözött Szatymazra, ahol röpiratokat készített francia katonák számára. A faluba kiszálló Prónay-különítmény akciójával, 1919. augusztus 5-én megkezdődött a fehérterror, melynek során Kukovetz Anna is életét vesztette. Halálának pontos oka nem tisztázott. Egy helybeli legenda szerint mulatozó tisztek lőtték le véletlenül. Egy másik állítás szerint elővezették és lelőtték. Nyughelye a szegedi Belvárosi Temetőben található, Juhász Gyula és Móra Ferenc síremléke közelében.

## Emléke
Szegeden és Szatymazon is utcát neveztek el róla.

## Festményei
- Párizsi kalapszalon
- Délután Assisi-ben
- Róma, Piazza di Spagna (Spanyol lépcső)